# Sindrome di Nicolaides-Baraitser
La sindrome di Nicolaides-Baraitser è una malattia genetica molto rara le cui principali caratteristiche sono bassa statura (fino al nanismo), alterazioni della struttura dei capelli, malformazioni delle dita, epilessia e grave ritardo mentale.

## Epidemiologia e storia
Il nome fa riferimento agli autori della prima descrizione della malattia, pubblicata nel 1993 e ad opera della pediatra cipriota Paola Nicolaides e del genetista britannico Michael Baraitser. Si tratta di una sindrome rarissima: la sua incidenza è stimata essere inferiore a un caso ogni milione di nati vivi.

## Eziologia
È una patologia a trasmissione autosomica dominante; è dovuta a una mutazione genetica a carico del gene SMARCA2, localizzato sul braccio corto del cromosoma 9, nel locus genico 9p24.3.

## Clinica

### Segni e sintomi
La sindrome si manifesta con:
- microsomia
- ipotricosi del cuoio capelluto, con capelli radi
- microcefalia e anomalie a livello del viso
- convulsioni ed epilessia
- ritardo mentale di grave entità
- brachidattilia con epifisi delle falangi distali a forma conica, aumentato spazio tra un dito e l'altro, diminuzione del tessuto adiposo sottocutaneo delle mani e dei piedi

### Diagnosi differenziale
La sindrome di Nicolaides-Baraitser entra in diagnosi differenziale con la sindrome di Coffin-Siris, anch'essa caratterizzata da ritardo mentale, microcefalia e anomalie a carico delle dita.